# Соколовский сахарный завод
Соколовский сахарный завод — предприятие пищевой промышленности в селе Соколовка Крыжопольском районе Винницкой области.

## История
В 1873 году в селе Ольгопольского уезда Подольской губернии Российской империи был построен сахарный завод, который был введён в эксплуатацию и начал работу в 1874 году. Владельцем завода являлся польский помещик Зенон Бржозовский.
При заводе были построены метеостанция и паровая мельница.
В сезон сахароварения 1886/1887 года завод переработал 135 652 берковцев сахарной свеклы и произвел 139 500 пудов сахара-песка.
В 1900 году завод производил свыше 250 тыс. пудов сахара в год.
В 1917 году рабочие завода провели забастовку, потребовав сокращения рабочего дня и повышения оплаты труда, заводская администрация была вынуждена пойти на уступки и удовлетворить их требования.
В ходе Великой Отечественной войны в 1941 - 1944 гг. село было оккупировано немецкими войсками (часть рабочих завода вступила в РККА). После окончания боевых действий завод был восстановлен и возобновил работу.
После провозглашения независимости Украины завод перешёл в ведение Государственного комитета пищевой промышленности Украины.
В июле 1995 года Кабинет министров Украины утвердил решение о приватизации Соколовского сахарного завода. В дальнейшем, государственное предприятие было преобразовано в открытое акционерное общество.
В июне 1999 года Кабинет министров Украины передал завод в коммунальную собственность Винницкой области.
Позднее завод был реорганизован в общество с ограниченной ответственностью.
В 2011 году Соколовский сахарный завод (в это время входивший в состав агрохолдинга "Кряж") переработал 202,811 тыс. тонн сахарной свеклы и произвёл 30 004 тонн сахара. В 2012 году объемы производства сократились на 26,78% - завод переработал около 150 тыс. тонн сахарной свеклы и произвёл 21 970 тонн сахара.
В июле 2013 года компания "Подольские сахароварни" (структурное подразделение агрохолдинга "Кряж", в собственности которой находился завод) взяла в банке "Киевская Русь" кредит в размере 36 млн. гривен под 21% годовых, заложив имущество трёх сахарных заводов. Деньги возвращены не были и в марте 2015 года Крыжопольский районный суд Винницкой области постановил взыскать с компании 207 млн. гривен, в мае 2015 года решение вступило в законную силу. В июле 2015 года хозяйственный суд Винницкой области вынес решение взыскать с компании в пользу банка "Киевская Русь" 290 млн. гривен (с учётом процентов и пеней), а на Моевском, Капустянском и Соколовском сахарных заводах была введена временная внешняя администрация.
В 2015 и 2016 годы завод не функционировал, но летом 2017 года возобновил работу.

## Дополнительная информация
- в Соколовском сельском историко-краеведческом музее была создана экспозиция о истории сахарного завода[4]